# Boxe aux Jeux olympiques de la jeunesse de 2014
Navigation
Édition précédente Édition suivante
Les épreuves de boxe aux jeux olympiques de la jeunesse d'été de 2014 ont lieu au Nanjing International Expo Center de Nankin, en Chine, du 23 au 27 août 2014.

## Qualification
Chaque peut qualifier jusqu'à 5 athlètes, 3 garçons et 2 filles, avec un maximum d'un boxeur par catégorie de poids. 62 quotas sont attribués lors des championnats du monde de boxe de la jeunesse 2014 The top 5 male and top 4 female boxers of each weight category qualified to the Youth Olympics,.
Pour participer, les athlètes doivent être nés entre le 1er janvier 1996 et le 31 décembre 1997 et avoir participé aux championnats du monde de la Jeunesse. 2014.
| Pays                   | Garçons | Garçons | Garçons | Garçons | Garçons | Garçons | Garçons | Garçons | Garçons | Garçons | Filles | Filles | Filles | Total |
| Pays                   | -49 kg  | -52 kg  | -56 kg  | -60 kg  | -64 kg  | -69 kg  | -75 kg  | -81 kg  | -91 kg  | +91 kg  | -51 kg | -60 kg | -75 kg | Total |
| ---------------------- | ------- | ------- | ------- | ------- | ------- | ------- | ------- | ------- | ------- | ------- | ------ | ------ | ------ | ----- |
| Algérie                |         |         | X       |         |         |         |         |         |         |         |        |        |        | 1     |
| Allemagne              |         |         |         |         |         |         |         |         |         | X       |        |        |        | 1     |
| Argentine              |         |         |         |         |         |         |         |         |         | X       |        |        |        | 1     |
| Arménie                |         |         |         |         |         |         |         | X       |         |         | X      |        |        | 2     |
| Australie              |         |         |         |         |         |         | X       |         |         |         |        |        | X      | 2     |
| Azerbaïdjan            | X       | X       |         |         |         |         |         |         |         | X       |        |        |        | 3     |
| Biélorussie            |         |         |         |         |         | X       |         |         | X       |         |        |        |        | 2     |
| Bulgarie               |         | X       | X       |         |         |         |         | X       |         |         |        |        |        | 3     |
| Chine                  |         | X       |         |         |         |         |         |         |         |         | X      |        |        | 2     |
| Corée du Sud           |         |         |         |         |         |         |         |         | X       |         |        |        |        | 1     |
| Croatie                |         |         |         |         |         | X       | X       |         | X       |         |        |        |        | 3     |
| Cuba                   |         |         | X       | X       |         |         |         |         | X       |         |        |        |        | 3     |
| États-Unis             |         | X       |         |         |         |         |         |         |         | X       |        | X      | X      | 4     |
| Finlande               |         |         |         |         |         |         | X       |         |         |         |        |        |        | 1     |
| France                 |         |         |         |         |         |         |         |         |         |         |        |        | X      | 1     |
| Géorgie                |         |         |         |         |         | X       |         |         |         |         |        |        |        | 1     |
| Grande-Bretagne        |         | X       | X       |         |         |         |         | X       |         |         |        |        |        | 3     |
| Hongrie                |         |         |         | X       | X       |         |         |         |         | X       |        |        |        | 3     |
| Inde                   | X       | X       |         |         |         |         |         |         |         |         |        |        |        | 2     |
| Irlande                |         |         |         |         |         |         |         |         | X       |         |        | X      | X      | 3     |
| Italie                 |         |         |         |         | X       | X       |         |         |         |         | X      | X      |        | 4     |
| Japon                  | X       |         |         | X       | X       |         |         |         |         |         |        |        |        | 3     |
| Kazakhstan             | X       |         |         | X       |         |         |         | X       |         |         | X      |        |        | 4     |
| Mexique                |         |         |         | X       |         |         |         |         |         |         |        |        |        | 1     |
| Norvège                |         |         |         |         |         |         |         | X       |         |         |        |        |        | 1     |
| Ouzbékistan            | X       |         |         |         |         | X       | X       |         |         |         |        |        |        | 3     |
| Pologne                |         |         |         |         |         |         |         |         |         |         |        |        | X      | 1     |
| République dominicaine |         |         |         |         |         | X       |         |         |         |         |        |        |        | 1     |
| Roumanie               |         |         |         | X       |         |         |         |         |         |         |        |        |        | 1     |
| Russie                 |         |         |         |         | X       |         | X       |         |         | X       |        |        |        | 3     |
| Slovaquie              |         |         | X       |         |         |         |         |         |         |         |        |        |        | 1     |
| Suède                  |         |         |         |         |         |         |         |         |         |         |        | X      |        | 1     |
| Taipei chinois         |         |         |         |         |         |         |         |         |         |         | X      |        | X      | 2     |
| Tunisie                |         |         | X       |         |         |         |         |         |         |         |        |        |        | 1     |
| Turquie                | X       |         |         |         | X       |         |         | X       |         |         | X      | X      |        | 5     |
| Ukraine                |         |         |         |         | X       |         | X       |         | X       |         |        | X      |        | 4     |
| 36 pays                | 6       | 6       | 6       | 6       | 6       | 6       | 6       | 6       | 6       | 6       | 6      | 6      | 6      | 78    |

## Programme
Le programme est le suivant  :
Les horaires sont ceux de Chine (UTC+8)
| Date    | Jour     | Début             | Compétition                                              |
| ------- | -------- | ----------------- | -------------------------------------------------------- |
| 23 août | Samedi   | 14:00 16:00 19:00 | Premier tour garçons Premier tour filles                 |
| 24 août | Dimanche | 14:00 16:00 19:00 | 1/2 finales garçons 1/2 finales filles                   |
| 25 août | Lundi    | 14:00 16:00 19:00 | Matchs de classement garçons Matchs de classement filles |
| 26 août | Mardi    | 16:30             | Finales filles                                           |
| 27 août | Mercredi | 14:00             | Finales garçons                                          |

## Compétitions

### Garçons
| Compétition | Or                       | Argent               | Bronze            |
| ----------- | ------------------------ | -------------------- | ----------------- |
| -49 kg      | Sulaymon Latipov         | Rufat Huseynov       | Subaru Murata     |
| -52 kg      | Shakur Stevenson         | Lyu Ping             | Muhammad Ali      |
| -56 kg      | Javier Ibanez Diaz       | Dushko Mihaylov      | Peter McGrail     |
| -60 kg      | Ablaikhan Zhussupov      | Alain Limonta Boudet | Richard Konnyu    |
| -64 kg      | Vincenzo Arecchia        | Toshihiro Suzuki     | Adem Avci         |
| -69 kg      | Bektemir Melikuziev      | Juan Solano          | Vincenzo Lizzi    |
| -75 kg      | Ramil Gadzhyiev          | Dmitrii Nesterov     | Luka Plantic      |
| -81 kg      | Blagoy Naydenov          | Vadim Kazakov        | Narek Manasyan    |
| -91 kg      | Yordan Hernandez Morejon | Toni Filipi          | Michael Gallagher |
| +91 kg      | Peter Kadiru             | Daramni Rock         | Marat Kerimkhanov |

### Filles
| Compétition | Or               | Argent         | Bronze           |
| ----------- | ---------------- | -------------- | ---------------- |
| -51 kg      | Chang Yuan       | Irma Testa     | Neriman Istik    |
| -60 kg      | Jajaira Gonzalez | Ciara Ginty    | Agnes Alexiusson |
| -75 kg      | Elżbieta Wójcik  | Chen Nien-chin | Caitlin Parker   |

## Tableau des médailles
| Rang  | Nation                 | Or | Argent | Bronze | Total |
| ----- | ---------------------- | -- | ------ | ------ | ----- |
| 1     | Cuba                   | 2  | 1      | 0      | 3     |
| 1     | États-Unis             | 2  | 1      | 0      | 3     |
| 3     | Italie                 | 1  | 1      | 1      | 3     |
| 4     | Bulgarie               | 1  | 1      | 0      | 2     |
| 4     | Chine                  | 1  | 1      | 0      | 2     |
| 4     | Kazakhstan             | 1  | 1      | 0      | 2     |
| 4     | Ouzbékistan            | 1  | 1      | 0      | 2     |
| 8     | Azerbaïdjan            | 1  | 0      | 0      | 1     |
| 8     | Allemagne              | 1  | 0      | 0      | 1     |
| 8     | Pologne                | 1  | 0      | 0      | 1     |
| 8     | Ukraine                | 1  | 0      | 0      | 1     |
| 12    | Croatie                | 0  | 1      | 1      | 2     |
| 12    | Irlande                | 0  | 1      | 1      | 2     |
| 12    | Japon                  | 0  | 1      | 1      | 2     |
| 12    | Russie                 | 0  | 1      | 1      | 2     |
| 16    | Taipei chinois         | 0  | 1      | 0      | 1     |
| 16    | République dominicaine | 0  | 1      | 0      | 1     |
| 18    | Royaume-Uni            | 0  | 0      | 2      | 2     |
| 18    | Turquie                | 0  | 0      | 2      | 2     |
| 20    | Arménie                | 0  | 0      | 1      | 1     |
| 20    | Australie              | 0  | 0      | 1      | 1     |
| 20    | Suède                  | 0  | 0      | 1      | 1     |
| 20    | Hongrie                | 0  | 0      | 1      | 1     |
| Total | Total                  | 13 | 13     | 13     | 39    |